# Оливето Лукано
Оливето Лукано (итал. Oliveto Lucano) је насеље у Италији у округу Матера, региону Базиликата.
Према процени из 2011. у насељу је живело 473 становника. Насеље се налази на надморској висини од 543 м.

## Становништво
Према резултатима пописа становништва 2011. у општини је живело 494 становника.
| 1931. | 1936. | 1951. | 1961. | 1971. | 1981. | 1991. | 2001. | 2011. |
| ----- | ----- | ----- | ----- | ----- | ----- | ----- | ----- | ----- |
| 1.267 | 1.153 | 1.336 | 1.235 | 892   | 843   | 762   | 587   | 494   |